# ورینوستات
وُرینوستات (انگلیسی: Vorinostat) با نام تجاری زولینزا (‎/zoʊˈlɪnzə/‎ zoh-LIN-zə) که با عنوانِ «سوبرآنیلوهیدروکسامیک اسید» (سوبرویل+آنیلید+اسید هیدروکسامیک یا به اختصار «SAHA») هم شناخته می‌شود، یکی از اعضای خانوادهٔ بزرگ «بازدارنده‌های هیستون دِ استیلاز» است، که این آنزیم را مهار می‌کند. این خانوادهٔ دارویی، طیف وسیعی از فعالیت‌های وَراژنتیکی دارند.
زولینزا توسط شرکت دارویی مرک اند کو. و جهت درمانِ درگیری پوستی در «لنفوم جلدی سلول T» یا (CTCL) ساخته می‌شود؛ به‌ویژه هنگامی که بیماری پس از دو دورهٔ درمان سیستمیک بدتر شده یا عود می‌کند.
ملکول وُرینوستات توسط دو پژوهشگر به نام‌های «رونالد بریسلو» (از دانشگاه کلمبیا) و «پال مارکس» (از مرکز سرطان مموریال اسلون–کترینگ) طراحی و ساخته شد.
قیمت هر دوز این دارو که گران‌ترین داروی جهان است به دو میلیون و صد هزار دلار می‌رسد.

## موارد مصرف
وُرینوستات نخستین «بازدارندهٔ هیستون دِ استیلاز» ی بود که توسط سازمان غذا و دارو آمریکا در تاریخ ۵ اکتبر ۲۰۰۶ میلادی جهت درمان، «لنفوم جلدی سلول T» مورد پذیرش واقع شد. کارآزمایی‌های بالینی فاز ۲ نشان داد که این دارو تأثیری در درمان لوسمی حاد مغز استخوان (AML) ندارد.
کارآزمایی‌های بالینی و پژوهش‌هایی جهت استفاده از این دارو در درمان «بیماری سزاری»، گلیوبلاستوما، «سرطان ریه سلول غیر کوچک» و سندرم میلودیسپلاستیک (در ترکیب با آیداروبیسین و سیتارابین) انجام شده‌است.

## مکانیسم اثر
وُرینوستات به جایگاه فعال آنزیم‌های «هیستون دِ استیلاز» متصل شده به‌عنوان شلاتور یون‌های روی در این جایگاه‌ها عمل می‌کند.